# 勞倫斯·尚克蘭
勞倫斯·尚克蘭（英語：Lawrence Shankland；1995年8月10日—）是一位蘇格蘭足球運動員。在場上的位置是中場。現效力於蘇格蘭足球超級聯賽球隊赫斯。他也代表蘇格蘭國家足球隊參賽。